# Saffron Walden
Saffron Walden – miasto i civil parish we wschodniej Anglii w hrabstwie Essex, w dystrykcie Uttlesford. Położone 19 km na północ od Bishop Stortford i lotniska Londyn Stansted oraz 24 km na południe od Cambridge. W 2011 roku civil parish liczyła 15 504 mieszkańców. Saffron Walden jest wspomniana w Domesday Book (1086) jako Waledana. Miasto słynęło w XVI i XVII wieku z uprawy na skalę przemysłową szafranu (krokusów, ang. Saffron).

## Zwiedzanie
- kościół parafialny pw. św. Marii (St. Mary), zbudowany w latach 1470-1525
- ruiny zamku wzniesionego ok. 1125 roku przez Geoffreya de Mandeville
- hotel "Cross Keys", zbudowany w 1375 roku; w budynku tym stacjonował Oliver Cromwell
- rynek
- labirynt trawnikowy średnica 35 metrów, długość ścieżki 1500 metrów
- pałac w Audley End, będący w czasach II wojny ośrodkiem szkoleniowym polskich komandosów
- ogrody Bridge End z labiryntem żywopłotowym, ogrodem holenderskim, ogrodem różanym
- muzeum miejskie, znajdujące się w budynku z 1834 roku
- budynek Almshouses przy Abbey Lane
- galeria Fry Art
- cmentarz - m.in. mogiły polskich oficerów z czasów II wojny światowej